# Plouharnel
Plouharnel – miejscowość i gmina we Francji, w regionie Bretania, w departamencie Morbihan.
Według danych na rok 1990 gminę zamieszkiwały 1653 osoby, a gęstość zaludnienia wynosiła 90 osób/km² (wśród 1269 gmin Bretanii Plouharnel plasuje się na 381. miejscu pod względem liczby ludności, natomiast pod względem powierzchni na miejscu 545.).